# Glycokonjugate
Glycokonjugate (von γλυκυς (glykys) süß, und lat. conjugare, verbinden) ist die Bezeichnung einer Stoffklasse makromolekularer chemischer Verbindungen, die aus Kohlenhydrat-Bausteinen (Sacchariden) und Proteinen (Eiweißen) bestehen. Sie werden daher auch als proteingebundene komplexe Kohlenhydrate bezeichnet.
Die wichtigsten Glycokonjugate sind die Glycoproteine, die im Organismus verschiedenste Funktionen erfüllen. Meist dienen sie als Bestandteile (Strukturproteine) von Zellmembranen und Bindegeweben (Proteoglykane).
Teilweise wird der Begriff auch allgemein für die Klasse von oligomeren und polymeren Verbindungen mit Kohlenhydrat-Anteil verwendet und dient als Oberkategorie für Polysaccharide, Glycoproteine und Glycolipide. Im Mai 2021 wurde zudem die Entdeckung von glycoRNA, einem Konjugat aus Polysacchariden und Nukleinsäure – hier nicht-kodierender RNA – bekannt gegeben.